# پیرپائولو بیسولی
پیرپائولو بیسولی (انگلیسی: Pierpaolo Bisoli؛ زادهٔ ۲۰ نوامبر ۱۹۶۶) بازیکن فوتبال اهل ایتالیا است.
از باشگاه‌هایی که در او آن بازی کرده‌، می‌توان به باشگاه فوتبال پروجا، باشگاه فوتبال آلساندریا، باشگاه فوتبال برشا، باشگاه فوتبال پیستویزه، باشگاه فوتبال کالیاری، باشگاه فوتبال امپولی و باشگاه فوتبال اتلتیکو آرتزو اشاره کرد.